# Vescomtat d'Agde
El vescomtat d'Agde fou una jurisdicció feudal d'Occitània, de curta durada a finals del segle ix, unida després amb el vescomtat de Besiers.

## Llista de vescomtes d'Agde (cap al 900 vescomtes d'Agde i Besiers)
- Boso c. 880-900
- Adelaida vescomtessa de Besiers c. 900-?
- Teude (fill) ?-936
- Jonus (fill) 936-960
- Reinard II (fill) 960-967
- Guillem I (fill) 967-994
- Garsenda (filla) 994-1034
- Guillem de Carcassona (fill) 1034
- Pere I (II de Carcassona) 1034-1059
- Roger I (III de Carcassona) 1059-1067
- Ramon I (II de Carcassona) (fill de Guillem) 1067-1068
- Garsenda, Adelaida, Ermengarda, comtesses de Carcassona i Rasès 1068-1069
- Ermengarda de Carcassona (a Besiers i Agde) 1069-1101
- Bernat Ató I (fill, IV Trencavell) 1082-1129 (vescomte de Carcassona, Rasès, Agde, Albi i Nimes)
- Bernat Ató II (fill, V Trencavell) 1129-1159
- Bernat Ató III (fill, VI Trencavell) 1159-1214
- Simó de Montfort 1214-1218
- Amalric de Montfort 1218-1224
- Ramon II Trencavell 1224-1227
- A França 1227-1240
- Ramon II Trencavell 1240-1247
- cedit a la corona francesa 1247